# Rixt Leddy
 (janvier 2019).
Pour les articles homonymes, voir Leddy.
Rixt Leddy, née le 5 mai 1976 à Nimègue, est une actrice néerlandaise.

## Filmographie

### Cinéma et téléfilms
- 1994 : We zijn weer thuis (nl) : Scholiere
- 1996 : Goudkust (nl) : Agneta
- 2004 : Nieuwe schoenen : Marlies
- 2005-2008 : Goede tijden, slechte tijden : Dian Alberts
- 2006 : Black Book (Zwartboek) : Anny
- 2006 : Jef.  : Dian
- 2008 : Jardins secrets : Le docteur
- 2008-2010 : Wolfseinde (nl) : Yolande Hamecourt
- 2010 : De co-assistent (nl) : Rosanna Boomsma
- 2011 : VRijland (nl) : La photographe
- 2013 : Flikken Maastricht : Francesca Sale
- 2015 : Dames 4 (nl) : Kristen

## Vie privée
Elle est la fille de l'acteur John Leddy.